# Allium matinae
Allium matinae — вид трав'янистих рослин родини амарилісові (Amaryllidaceae), ендемік Ірану. Цей вид названий на честь пані Фариде Матін (англ. Farideh Matin), яка майже тридцять років (1970–2000 рр.) займалася систематикою Allium та іншими цибулинними рослинами в Ірані.

## Опис
Цибулина діаметром 1 см, довжиною 3 см, майже циліндрична; зовнішні оболонки пильного кольору, подібні до паперу, розбиті на поздовжні смуги; внутрішні оболонки золотисто-коричневі, сяючі. Стеблина 1, заввишки 19–21 см, діаметром 1.5 см. Листків 2(3), лінійні, шириною 2–2.5 мм. Зонтик компактний, круглої форми в час цвітіння, діаметром 11 мм. Кількість квітів 10–20. Оцвітина у формі чашки. Листочки оцвітини злегка нерівні, 3.7–4.1 мм завдовжки та 1.6–1.8 мм завширшки, білі з пурпурною середньою жилкою.
Час цвітіння: липень і серпень.

## Поширення
Ендемік Ірану (північний захід).
Росте на кам'янистій землі в альпійському поясі (відомий лише з місцевості типу)